# Château de Heel
Le château de Heel est un château situé au 104 Monseigneur Savelsbergweg, situé à Heel, dans la commune néerlandaise de Maasgouw dans la province du Limbourg, aux Pays-Bas. Le 28 décembre 2023, l'ensemble du château, classé monument national, a été détruit dans un incendie.[1]

## Histoire
L'origine du tout premier établissement sur ce site est inconnu. Des fondations de la période mérovingienne ont été retrouvées, mais la première mention écrite date de 1264.
L'aile principale du château a été construite en 1686. Deux ailes latérales furent ajoutées vers 1750.
En 1264, le château avec droits de domaine, de chasse et de pêche était un fief de la Maison de Horne. Les seigneurs mentionnés à cette époque descendaient de la famille Van Ghoor, qui descendait de la famille Van Horne. En 1417, Willem van Ghoor fut mentionné comme seigneur, il possédait également le château ancestral de Ghoor près de Neer. Après lui, elle passa de père en fils : Aernt, Daniël et Jan devinrent successivement seigneur de Heel. Jan eut quatre filles, avec lesquelles le château passa à la famille De Horion, originaire de Liège.

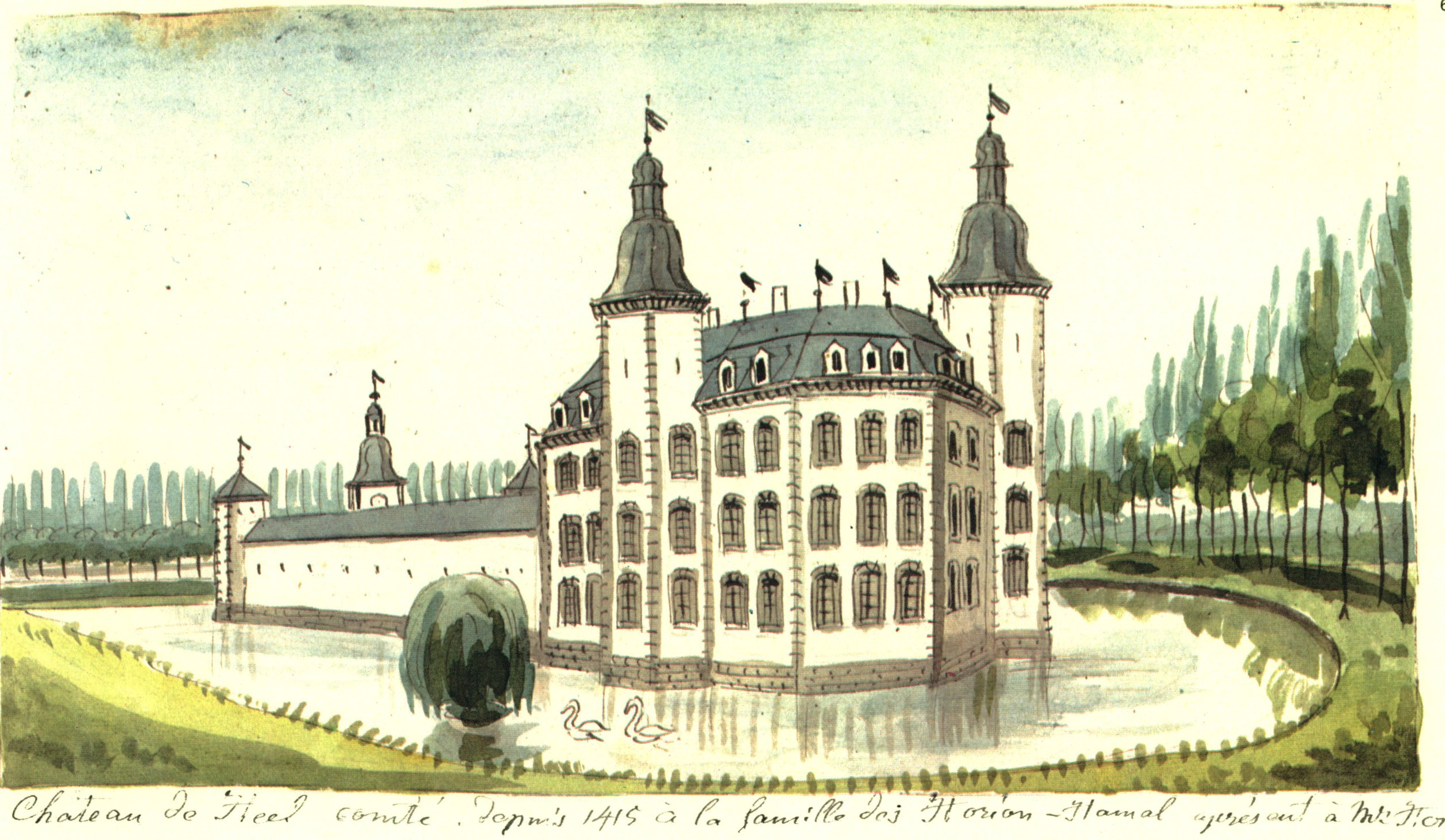
Vue du château de Heel par Philippus van Gulpen (vers 1840-60).

En 1804, le château fut vendu à la famille Hermans de Maastricht. En 1880, il fut vendue aux Frères de Saint Joseph (nl). L'asile Saint-Joseph (Sint-Josephgesticht) fut alors établi dans le château. C'était en partie un orphelinat, en partie il hébergeait des personnes ayant une déficience intellectuelle. Le complexe a été agrandi vers 1900. À partir de 1910, les femmes et les jeunes filles y étaient surveillées et soignées et le complexe fut nommé Huize Sint-Anna. Elle était dirigée par les Petites Sœurs de Saint Joseph (nl). Une église néo-romane fut ajoutée en 1930. En 1961, un portail à fronton en pierre bleue est élevé, portant les armoiries des familles De Horion et De Raville.

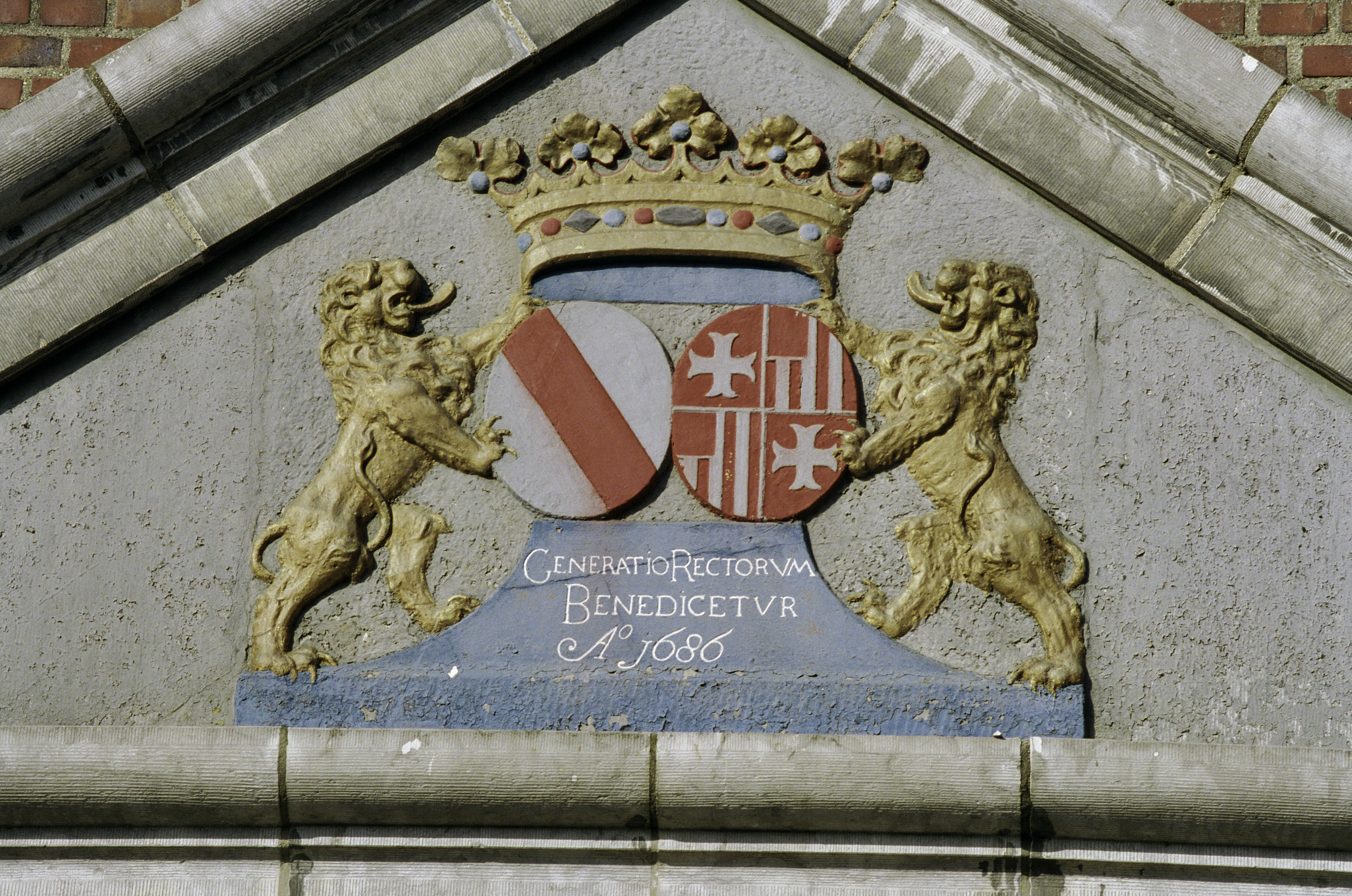
Fronton avec les armoiries.

L'établissement Huize Sint-Anna a continué d'exister en tant que lieu de soins pour personnes handicapées mentales, faisant partie du groupe Koraal sous le nom de Sint-Anna. Les bâtiments d'origine du monastère, à l'exception du château et de la chapelle, ont été démolis en 2012. Malgré plusieurs projets de transformation mais n'ayant pas abouti, le château était vide et abandonné depuis un certain temps lorsqu'il a été détruit par un incendie en décembre 2023.[1]

## Bâtiment
L'aile principale de 1686 avait une lourde tour carrée avec une flèche soignée. Les ailes latérales datant d'environ 1750, regroupées de part et d'autre du parvis, possédaient un toit mansardé à la française (nl). Ce qui reste de la cour extérieure est un pavillon d'angle du XVIIe siècle avec une flèche octogonale.
L'ensemble est entouré d'un parc, dans lequel se trouvent une statue de Sainte-Anne de la fin du XIXe siècle, et une statue de Pierre Joseph Savelberg (nl), fondateur de la congrégation, de 1954.
Outre le château, l'ancien monastère abrite également l'église Sainte-Anne (nl) et la Chapelle de l'Enfant Jésus de Prague (nl).